# Büttnerszeche
Büttnerszeche ist ein Gemeindeteil der Gemeinde Stockheim im Landkreis Kronach (Oberfranken, Bayern).

## Geographie
Der Weiler liegt am Fuße der bewaldeten Anhöhe Grün mit den Erhebungen Herrnberg (0,7 km nordöstlich) und Bauersberg (558 m ü. NHN, 1,2 km südöstlich). Durch den Ort fließt der Grünerbach, ein linker Zufluss der Haßlach. Ein Anliegerweg führt nach Reitsch (0,8 km westlich).

## Geschichte
Der Ort wurde in der ersten Hälfte des 19. Jahrhunderts auf dem Gemeindegebiet von Reitsch in der Nähe einer Kohlengrube gegründet. Ursprünglich hatten die beiden Anwesen keinen Ortsnamen. Am 1. Januar 1975 wurde Büttnerszeche im Zuge der Gebietsreform in Bayern in die Gemeinde Stockheim eingegliedert.

### Einwohnerentwicklung
| Jahr      | 001861 | 001871 | 001885 | 001900 | 001925 | 001950 | 001961 | 001970 | 001987 |
| Einwohner | *      | 10     | 10     | 22     | 46     | 37     | 29     | 25     | 23     |
| Häuser    |        |        | 2      | 2      | 5      | 5      | 4      |        | 7      |
| Quelle    | [ 7 ]  | [ 8 ]  | [ 9 ]  | [ 10 ] | [ 11 ] | [ 12 ] | [ 13 ] | [ 14 ] | [ 1 ]  |

## Religion
Der Ort ist römisch-katholisch geprägt und nach St. Katharina (Neukenroth) gepfarrt. Die protestantische Minderheit ist nach St. Laurentius (Burggrub) gepfarrt.